# Nationaal park Dilijan
Het Nationaal park Dilijan met een omvang van 24.000 ha, is gelegen in het noordoostelijke deel van de republiek Armenië in de provincie Tavush. Het park is bekend vanwege zijn bossen, hoge biodiversiteit, bronnen met geneeskrachtig mineraalwater en diverse culturele monumenten. Het is een van de vier nationale parken in Armenië.

## Geschiedenis
Het nationaal park Dilijan is in 2002 opgericht maar is wat betreft omvang een voortzetting van een staatsnatuurreservaat dat in 1958 werd opgericht door bosbouwmaatschappijen.
De wijziging van de status van het Dilijan reservaat in Nationaal Park had verschillende achtergronden, zoals de noodzaak tot commerciële activiteiten in het gebied, de aanwezigheid van een groot aantal nederzettingen, waaronder Dilijan, de stad van het mineraalwater, en de  spoorlijn  Yerevan – Ijevan, die door het hele gebied loopt. In het plan voor het nationale park wordt geprobeerd de verschillende activiteiten via zonering op elkaar af te stemmen.

## Geografie
Het nationale park strekt zich uit over de hellingen van de Pambak-, Areguni-, Miapor-, Ijevan- en Halabbergketens op een hoogte van 1070–2300 m boven zeespiegel. De bergweiden boven deze hoogte behoren niet tot het nationale park. De rivier Aghstev en zijn belangrijkste zijrivieren - de Hovajur, Shtoghanajur, Bldan, Getik en Haghartsin - lopen door het nationale park. Er zijn verschillende meren: Parz Lich, Tzrkalich en enkele kleine meren.

## Flora

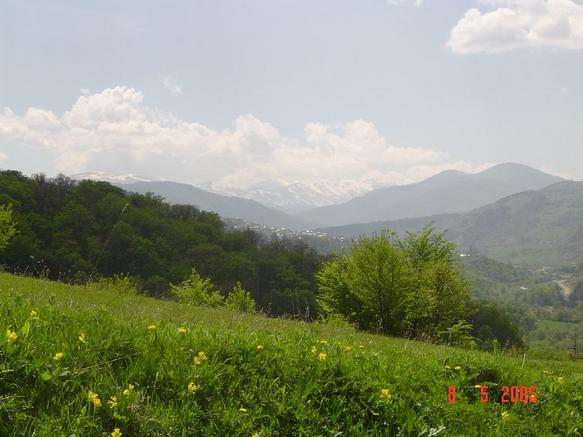
Nationaal Park Dilijan

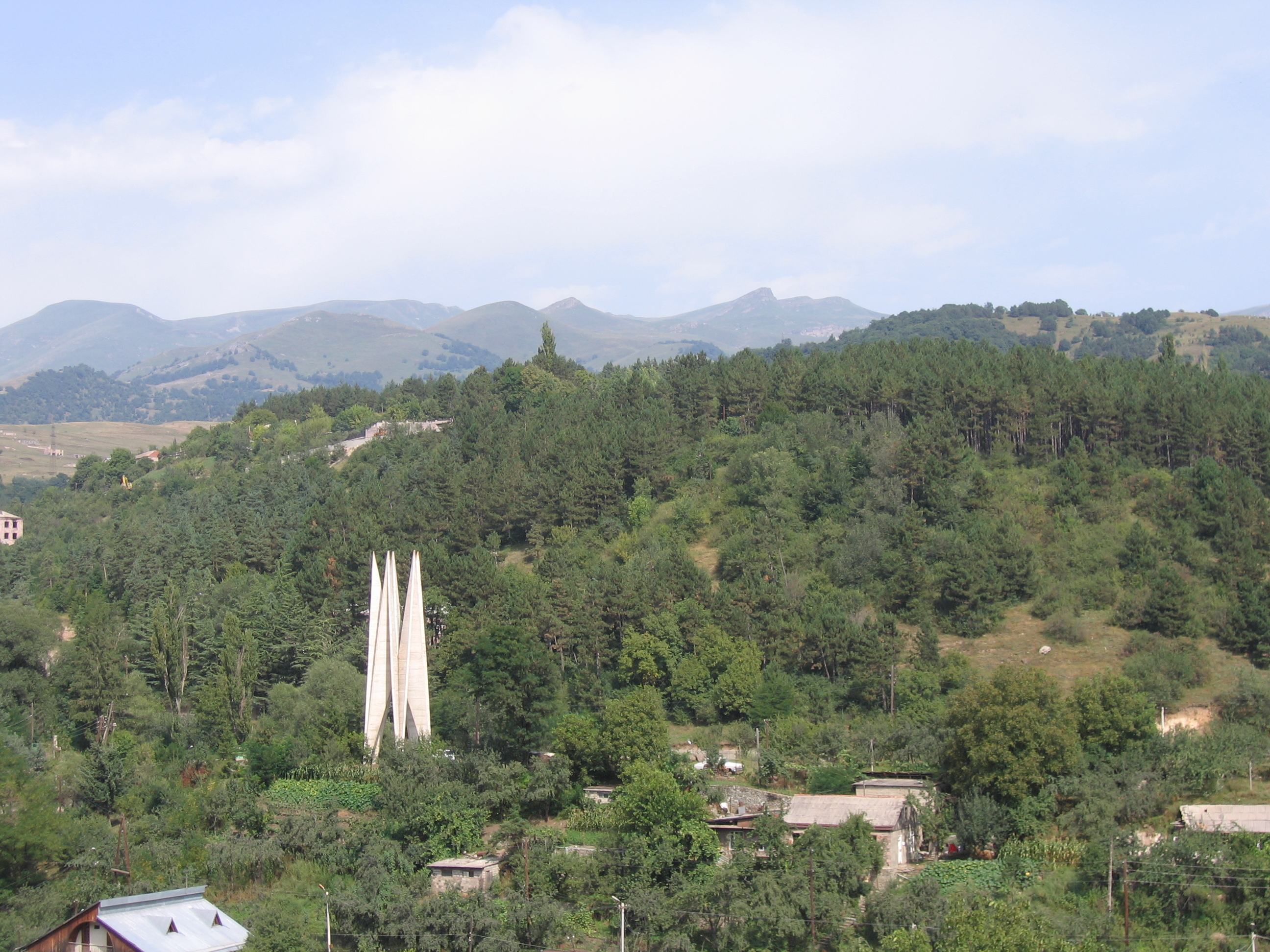
Bossen in Dilijan

De flora van Nationaal park Dilijan omvat 902 soorten vaatplanten. Er komen meer dan 40 zeldzame soorten planten voor in dit gebied waarvan 29 op de Armeense Rode lijst staan.
De vegetatie van het nationale park bestaat vooral uit bosgemeenschappen. Ze bevat soorten als de eik (Quercus iberica), (Q. macranthera), beuk (Fagus orientalis), haagbeuk (Carpinus betulus) en (C. orientalis), die ofwel homogene ofwel gemengde bossen vormen. Georgische eikenbossen van Q. iberica komen voor op de zuidelijke hellingen van de middelste boszones en oosterse beukenbossen op de noordelijke hellingen. In de bovenste zone vinden we de Q. macranthera (een soort eik). Verschillende soorten linde Tilia spp., esdoorn Acer spp. en es Fraxinus groeien vooral in de hogere boszones. Naaldbossen met den Pinus, Juniperus en venijnboom (Taxus baccata) komen plaatselijk voor. Dennen komen in dichte bossen voor in het stroomgebied van de rivier de Hovajur op de hellingen van de Areguni en Pambak. Jeneverbes vinden we verspreid in de vallei van de rivier Getik, vooral in de buurt van de riviermonding en op de droge hellingen van de Ijevanbergen. Van de jeneverbes vinden we vier soorten in het nationaal park.
De bossen in het nationaal park zijn rijk aan fruitbomen en struiken, zoals de appel Malus orientalis, walnoot (Juglans regia), diverse soorten Prunus waaronder sleedoorn (Prunus spinosa), peer  (Pyrus communis caucasica), de bes (Grossularia reclinata), mispel (Mespilus germanica), hazelnoot  (Corylus avellana) en  meidoorn.
Veel soorten in het nationaal park staan bekend als geneeskrachtige planten zoals verschillende soorten hertshooi (Hypericum spp.), munt (Mentha spp), tijm (Thymus spp) verder eetbare planten zoals soorten zuring (Rumex spp.) en  eetbare soorten uit de schermbloemfamilie, bovendien voedergewassen zoals klaver (Trifolium spp.) en esparcette (Onobrychis viciifolia). Verder zijn er decoratieve plantensoorten zoals zoals iris- en orchideesoorten.
De westelijke rotsachtige hellingen van het Ijevan gebergte en Mount Abeghasar zijn rijk aan zeldzame planten, zoals de Armeense soort hertshooi: Hypericum armenum, twee soorten steenbreek: Saxifraga juniperifolia en Saxifraga tridactylites (kandelaartje) en een soort jasmijn (Jasminum fruticans). Vooral Mount Abeghasar is bijzonder rijk aan zeldzame soorten.
De endemische soort rhododendron Rhododendron caucasicum is een van de juweeltjes van het nationale park, naast de taxus. 
Een klein taxusbos in het stroomgebied van de rivier Polad werd in 1958 aangewezen als een reservaat. Dergelijke bossen herbergen bomen die 100-180, soms 220 jaar oud zijn. 
Destijds waren er veel meer taxusbomen. De bijzondere rhododendron komt voor in de vochtige weidevegetatie van de subalpiene zone. In het Pambak gebergte ligt het grootste aaneengesloten wilde rhododendrongebied van Armenië.

## Fauna
De fauna van het nationale park is ook rijk . Er zijn ongeveer 800 soorten  kevers evenals talrijke soorten  reptielen, hagedissen, amfibieën (o.a. Rana ridibunda, Bufo viridis) en vissen (zoals de forel en de barbeel). Vogels zijn ook overvloedig vertegenwoordigd met 150 soorten, waaronder het Kaukasisch korhoen (Tetrao mlokosievicsi), de steenarend  (Aquila chrysaetos) en het Kaspisch berghoen (Tetraogallus caspius).
Meer dan 40 soorten  zoogdieren zijn in het nationale park gevonden zoals het edelhert (Cervus elaphus), de Syrische bruine beer (Ursus arctos syriacus), de Euraziatische lynx, de wolf en de wilde kat (Felis silvestris).
Nationaal Park Dilijan is belangrijk voor het behoud van de boslandschappen, recreatie en bescherming van de gezondheid, maar kent ook economische activiteiten door de gunstige omstandigheden.

## Culturele monumenten
Belangrijkste culturele monumenten in het Park zijn onder andere het Haghartsinklooster (10e-13de eeuw), het Goshavankklooster (12e - 13de eeuw), het Matosavank klooster (10e - 13de eeuw) en de Akhnabatkerk (11e eeuw).